# Надь, Анталь (1944)
Анта́ль Надь (венг. Nagy Antal, род. 16 мая 1944, Будапешт) — венгерский футболист, игравший на позиции нападающего. Чемпион Бельгии и лучший бомбардир сезона 1968/1969. Участник чемпионата мира 1966 года в составе национальной сборной Венгрии.

## Клубная карьера
В 1963 году дебютировал в профессиональном футболе за команду «Гонвед», в которой провёл четыре сезона, приняв участие в 70 матчах чемпионата. В составе «Гонведа» был одним из лучших бомбардиров команды, отличившись забитыми мячами 25 раз в чемпионате.
В течение 1968—1969 годов защищал цвета команды «Стандард». В этом сезоне стал лучшим бомбардиром с 20 голами и вместе со своими товарищами по команде завоевал титул чемпиона Бельгии.
Своей игрой за последнюю команду привлёк внимание представителей тренерского штаба клуба «Твенте», к которому присоединился в 1969 году. Отыграл за команду из Энсхеде следующие три сезона своей игровой карьеры. Был одним из лучших бомбардиров команды, отличаясь забитым голом в среднем в каждой второй игре чемпионата, однако после первого сезона потерял место в стартовом составе.
В 1972 году покинул Энсхеде и провёл один сезон во Франции за «Олимпик Марсель» и в Испании за клуб Сегунды «Эркулес» из Аликанте, получивший продвижение со второго места по итогам сезона. В сезоне 1974/1975 переехал в Германию, в «Вупперталер». Надь сыграл десять игр и сумел дважды отличиться в чемпионате, однако «Вупперталер» завершил сезон на последнем месте и вылетел в низшую лигу. Надь принял решение покинуть команду, а дальнейшем он играл в клубах второго дивизионов, испанском «Сант Андреу» и французском «Кане». После этого вернулся в Бельгию в клуб высшего дивизиона «Антверпен», однако вышел на поле лишь дважды.
Завершил профессиональную игровую карьеру в клубе «Лейшойнш», за который выступал в течение 1977—1978 годов.

## Карьера в сборной
25 октября 1964 года дебютировал в официальных матчах в составе национальной сборной Венгрии против Югославии (2:1). В течение карьеры в национальной команде, продолжавшейся всего 2 года, провёл в форме главной команды страны 3 матча.
В составе сборной был участником чемпионата мира 1966 года в Англии, однако на поле не выходил.

## Достижения
«Гонвед»
- Обладатель Кубка Венгрии: 1964

«Стандард» (Льеж)
- Чемпион Бельгии: 1968/1969
- Лучший бомбардир чемпионата Бельгии: 1968/1969